# 郡宗保
郡 宗保(こおり むねやす)は、戦国時代から江戸時代初期にかけての武将。豊臣氏の家臣。

## 生涯
天文15年（1546年）、伊丹親保の子として誕生。叔父・郡兵太夫正信の猶子となり、郡氏を名乗る。
当初は摂津国の荒木村重に仕えたが、村重が没落すると豊臣秀吉に馬廻として仕え、摂津中村郡、美濃国可児郡他で3,000石を賜った。天正18年（1590年）、秀吉による小田原征伐においては、片桐且元と共に上野国東部の城郭を攻めている。文禄元年（1593年）、文禄・慶長の役では肥前国名護屋において諸将の兵糧船調査に携わった。慶長2年（1597年）9月、従五位下主馬首に叙任し、豊臣姓を与えられている。慶長5年（1600年）、関ヶ原の戦いでは西軍として大津城の戦いに従軍。
その後も秀吉の子・豊臣秀頼に仕え、大坂の陣では旗奉行を務めた。慶長19年12月21日（1615年1月20日）、木村重成と豊臣方代表として徳川秀忠の陣にて、講和の誓紙を受け取る役目をおった。大坂夏の陣においては、天王寺・岡山の戦いで敗北し自害しようとしたが、旗を敵方の雑兵に渡ることを潔しとせず大坂城に引き返した。慶長20年（1615年）5月7日に豊臣軍の敗戦のなか自害した。
なお、四女・慶寿院は、はじめ明智光秀の家臣・木村伊勢守に嫁し、萱野弥三左衛門長政（豊臣家臣）の子を引き取った。この男子がのちに黒田氏に仕え、郡正太夫慶成と称した。また、次に嫁した三淵光行との間に3人の男子を儲け、そのうち次男が郡藤正と名乗った。